# Wiki-PR
Wiki-PR est un cabinet de consultants qui commercialisait précédemment sa capacité à modifier Wikipédia. Fondé en 2010, il a son siège à Austin, au Texas,.

## Bannissement de Wikipédia
Ce cabinet a été définitivement empêché techniquement de modifier l'encyclopédie, ainsi que tous ses employés, ses sous-traitants et ses propriétaires, à la suite des modifications de Wikipédia auxquelles ils se livraient, contraires à l'éthique propre à ce projet ainsi qu'à ses règles internes,. 
En dépit de ce bannissement, la société continue ses activités de conseil aux clients sur l'art et la manière d'interagir avec la communauté wikipédienne, considérant qu'elle a été « diabolisée par la plus grosse encyclopédie internet du monde ». La société avait retenu l'attention des médias en 2013, lorsqu'une enquête de Wikipédia sur une série de « faux-nez » liés à la société a abouti au blocage ou au bannissement de 250 comptes sur Wikipédia.

## Conséquences
À la suite de cette affaire, onze des plus grandes agences de relations publiques du monde — parmi lesquelles Ogilvy & Mather — se sont engagées en juin 2014 à respecter les règles de Wikipédia en appliquant cinq principes leur interdisant désormais toute modification des articles touchant à leurs clients sans passer préalablement par la procédure adéquate.